# Kaisei Ichirō
Kaisei Ichirō (jap. 魁聖 一郎; * 18. Dezember 1986 in São Paulo als Ricardo Sugano) ist ein brasilianischer Sumōringer in der japanischen Makuuchi-Division.

## Sumō-Karriere
Sugano schloss sich 2006 dem Stall Tomozuna-beya an und erhielt den Ringnamen Kaisei Ichirō (Ichirō war der Vorname seines japanischen Großvaters). Seine ersten beiden Profi-Turniere beendete Kaisei jeweils mit einer 6-1 Bilanz und verlor dabei in beiden Fällen nur gegen den späteren Turniersieger. So war ihm nach nur zwei Turnieren der Aufstieg in die Sandanme-Division gelungen. Dort konnte er zunächst nicht dominieren und kassierte im Jahr 2007 unter anderem drei Make-koshi hintereinander. Nach einem 6-1 im Januar und einem 5-2 im März 2008 wurde Kaisei dann schließlich doch relativ schnell in die Makushita-Division befördert. Trotz eines erfolgreichen Makushita-Debüts (5-2) wurde er ein paar Monate später in die Sandanme zurückgestuft, schaffte aber den direkten Wiederaufstieg. Im September 2009 blieb Kaisei zum ersten Mal in einem Turnier ungeschlagen (7-0). Das entscheidende Duell um den Turniersieg verlor er jedoch gegen den späteren Komusubi Gagamaru. In der ersten Hälfte des Jahres 2010 erzielte er drei Mal in Folge eine 5-2 Bilanz. Anschließend durfte er in der zweithöchsten Division (Jūryō) antreten. Auf das Kachi-koshi (8-7) bei seinem Jūryō-Debüt folgte ein knappes Makekoshi von 7-8. Bei seinem dritten Turnier in Jūryō erreichte er dann eine 11-4 Bilanz. Dadurch zog er zusammen mit Takayasu, Toyohibiki und Tochinowaka in ein Vier-Mann-Playoff um den Titel ein. Im Halbfinale besiegte er Tochinowaka und traf im Finale auf den ehemaligen Maegashira 2 Toyohibiki. Kaisei setzte sich am Ende durch und gewann sein erstes und bisher einziges Yusho. Im Mai 2011 debütierte er als Maegashira 16 in der Makuuchi-Division und erhielt erst an Tag 10 seine erste Niederlage gegen Tochinoshin. Aufgrund seiner erfolgreichen Bilanz bekam er an den letzten Tagen Gegner von höherem Rang vorgesetzt (unter anderem Maegashira 1 Gōeidō und Komusubi Kakuryū) und verlor seine letzten vier Kämpfe. Letztendlich konnte er eine Bilanz von 10-5 verbuchen und erhielt für diese Leistung seinen ersten Kantō-shō. Zu Beginn des Jahres 2012 musste Kaisei nach vier Make-koshi in Serie noch einmal den Gang in die Jūryō-Division antreten, stieg aber durch ein 10-5 sofort wieder auf. Beim Nagoya Basho 2012 gelang ihm ein 11-4 als Maegashira 8. Dafür wurde er anschließend zum zweiten Mal in seiner Karriere mit dem Kantō-shō ausgezeichnet und außerdem zum Maegashira 1 (höchster Karriererang) befördert. Am ersten Tag des Aki Basho 2012 besiegte Kaisei mit Baruto zum ersten Mal einen Ōzeki. Am letzten Turniertag unterlag er Hōmashō und verpasste nur dadurch den Sprung in die San’yaku-Ränge. Im März 2013 enttäuschte er mit einer schwachen 3-12 Bilanz und musste die oberen Maegashira-Ränge daraufhin wieder verlassen. Vier Monate später meldete er sich durch ein 11-4 (Jun-Yusho) eindrucksvoll zurück. Vom September 2013 bis zum März 2015 bewegte sich Kaisei zehn Turniere in Folge zwischen den Rängen Maegashira 3 und Maegashira 6 ehe er wieder etwas tiefer nach unten abrutschte. Beim Natsu Basho 2015 führte er mit einer 10-1 Bilanz nach elf Tagen zusammen mit Yokozuna Hakuhō das Teilnehmerfeld an, verlor jedoch seine letzten vier Kämpfe und schloss das Turnier mit 10-5 ab. Damit schaffte er den Sprung zurück in den Rang eines Maegashira 3. Diesen konnte er jedoch nicht halten, schnitt sowohl im Juli als auch im September lediglich mit 6-9 ab.

## Kampfstatistik
| Jahr | Hatsu (Januar)         | Haru (März)            | Natsu (Mai)            | Nagoya (Juli)            | Aki (September)         | Kyushu (November)     |
| ---- | ---------------------- | ---------------------- | ---------------------- | ------------------------ | ----------------------- | --------------------- |
| 2006 |                        |                        |                        |                          | Maezumo 2-2             | Jonokuchi 35 West 6-1 |
| 2007 | Jonidan 66 West 6-1    | Sandanme 96 West 4-3   | Sandanme 75 West 6-1   | Sandanme 18 West 2-5     | Sandanme 42 West 3-4    | Sandanme 56 West 3-4  |
| 2008 | Sandanme 69 Ost 6-1    | Sandanme 14 West 5-2   | Makushita 52 West 5-2  | Makushita 35 West 4-3    | Makushita 29 West 2-5   | Makushita 50 Ost 3-4  |
| 2009 | Makushita 60 West 3-4  | Sandanme 15 Ost 5-2    | Makushita 52 West 5-2  | Makushita 31 Ost 2-5     | Makushita 46 West 7-0 D | Makushita 6 West 3-4  |
| 2010 | Makushita 10 Ost 5-2   | Makushita 5 West 5-2   | Makushita 2 Ost 5-2    | Juryo 12 Ost 8-7         | Juryo 4 Ost 7-8         | Juryo 6 Ost 11-4 Y    |
| 2011 | Juryo 1 Ost 8-7        | abgesagt               | Maegashira 16 W 10-5   | Maegashira 5 Ost 6-9     | Maegashira 8 Ost 4-11   | Maegashira 14 Ost 6-9 |
| 2012 | Maegashira 16 Ost 5-10 | Juryo 4 West 10-5      | Maegashira 12 Ost 9-6  | Maegashira 8 West 11-4   | Maegashira 1 West 7-8   | Maegashira 2 West 7-8 |
| 2013 | Maegashira 3 West 6-9  | Maegashira 5 West 3-12 | Maegashira 14 Ost 8-7  | Maegashira 12 Ost 11-4 J | Maegashira 4 West 7-8   | Maegashira 5 West 7-8 |
| 2014 | Maegashira 6 West 8-7  | Maegashira 3 Ost 6-9   | Maegashira 6 Ost 8-7   | Maegashira 3 Ost 5-10    | Maegashira 6 West 8-7   | Maegashira 4 Ost 7-8  |
| 2015 | Maegashira 5 Ost 7-8   | Maegashira 6 West 5-10 | Maegashira 11 Ost 10-5 | Maegashira 3 West 6-9    | Maegashira 5 West 6-9   |                       |